# 波野站
波野站（日语：／ Namino eki */?）是位於熊本縣阿蘇市一之宮町宮地，九州旅客鐵道（JR九州）的豐肥本線車站。
從此站往熊本方向的路軌會經過坂之上隧道（2283米），當中隧道會通過阿蘇山的破火山口。此站位於海拔754米，為九州最高鐵路車站。此站與鄰站瀧水站之間為豐肥本線最少列車停站的區間。

## 歷史
- 1928年（昭和3年）12月2日 - 鐵道省開設此站[2]。
- 1983年（昭和58年）11月30日 - 成為無人車站[3]。
- 1987年（昭和62年）4月1日：伴隨國鐵分割民營化，車站由九州旅客鐵道（JR九州）營運[4][5][6][2]。
- 1990年（平成2年）7月2日 - 發生暴雨而暫停營業（在7月16日起開始提供代行輸送服務）[2]。
- 1991年（平成3年）10月19日 - 豐肥本線全線重開[2]。
- 2000年（平成12年）8月16日 - 下午10時10分，車站大樓發生火災而燒毀[7]。
- 2001年（平成13年） - 下行線月台加設候車室[2]。
- 2012年（平成24年）7月12日 - 因發生九州北部暴雨（日语：平成24年7月九州北部豪雨）使車站暫停營業（在8月20日起開始提供代行輸送服務）。
- 2013年（平成25年）8月4日 - 豐肥本線全線重開（代行輸送在前日終止服務）[8]。
- 2015年（平成27年）3月14日  - 實施時間表修正，月台加設｢月台編號｣。
- 2017年（平成29年）
  - 9月17日：受到超強颱風泰利影響，阿蘇站至中判田站之間不能通行，車站暫停營業[9][10]。
  - 9月19日：阿蘇站至豐後竹田站之間安排代行的士運送[11][12]。
  - 9月22日：阿蘇站至三重町站之間重開（阿蘇站至豐後竹田站之間的代行的士於前日終止。）[13][14]。

## 車站構造
車站是一座地面車站，設有2面2線的相對式月台，兩月台之間設有站內平交道連接。
此站是無人車站。在車站啟用時已經設有木造車站大樓，但是在2000年被燒毀。後來車站大樓重建，下行線月台上加設候車室。在月台上設有九州最高車站的標柱。

### 月台
| 月台 | 路線      | 上下行 | 方向         | 備註        |
| ---- | --------- | ------ | ------------ | ----------- |
| 1    | ■豐肥本線 | 下行   | 豐後竹田方向 | ※候車室一方 |
| 2    | ■豐肥本線 | 上行   | 宮地方向     |             |

※ 資料截至2015年（平成27年）3月修正

## 車站周邊
舊波野村的中心比較接近鄰站瀧水站。車站周邊都是森林和村落。站前設有縣道・小地野永谷線，距離幹線道路（國道或主要地方道路）熊本縣道41號高森波野線較遠。
- 阿蘇市立波野小學
- 阿蘇市立波野中學
- 熊本縣道214號小地野永谷線（日语：熊本県道214号小地野永谷線）
- 國道57號（日语：国道57号） - 道之驛波野（日语：道の駅波野）（北方約5公里）

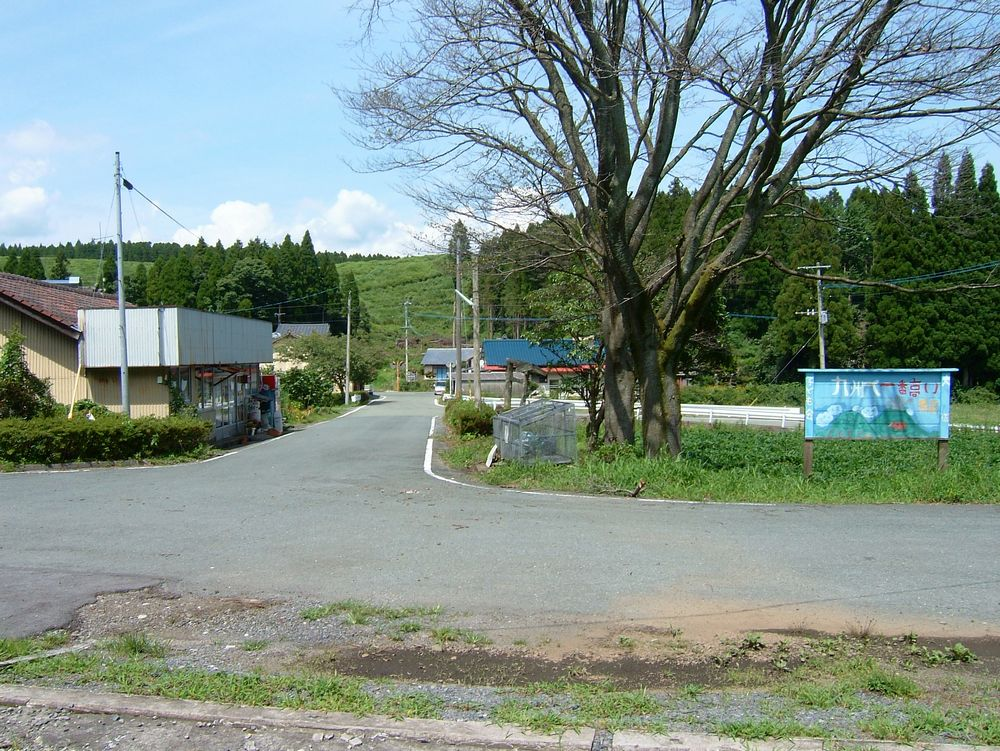
站前風景

## 相鄰車站
九州旅客鐵道（JR九州）
■豐肥本線
宮地－波野－瀧水

## 注腳

## 外部連結
- 波野（車站資訊） - 九州旅客鐵道（日語）